# Kaple Boimů (Lvov)
Kaple Boimů (ukrajinsky: Каплиця Боїмів, polsky: Kaplica Boimów), přesněji kaple Nejsvětější Trojice a Umučení Krista, je památník sakrální architektury ve Lvově, nachází se na Katedrálním náměstí, mezi ulicí Haličskou a římskokatolickou katedrálou Nanebevzetí Panny Marie. Jedná se o manýristickou hřbitovní kapli kupecké rodiny Boimů a patří mezi nejvýznamnější památky ve Lvově.

## Historie
Kaple byla postavena v letech 1609–1615 (podle jiných pramenů v letech 1606–1615) jako rodinná hrobka lvovské patricijské rodiny Boimů. Vysvěcena byla v roce 1615. Jejím zakladatelem byl Jiří Boim (György Boym), původem ze Sedmihradska, obchodník, městský radní a tajemník krále Štěpána Báthoryho. Dokončil ji až jeho syn Pavel Boim. Kaple byla postavena na území tehdejšího městského hřbitova, který se nacházel při katedrále. Hřbitov obklopující kapli byl zlikvidován v 18. století. V kapli je pohřbeno celkem 14 příslušníků rodiny Boimů. Stavitelem kaple byl pravděpodobně Andrzej Bemer z Vratislavi, který v té době postavil na Rynku radnici a vyzdobil kapli rodiny Kampiánů, která přiléhá k severní stěně sousedící katedrály. Sochařská výzdoba Kaple Boimů je dílem dvou sochařů rovněž z Vratislavi, Johanna (Hanusze) Scholze (nar. 1573 ve Vratislavi, zemřel před rokem 1642 v Berežanech) a Hanse Pfistera (nar. 5. srpna 1573 ve Vratislavi, zemřel 1642 ve Lvově).

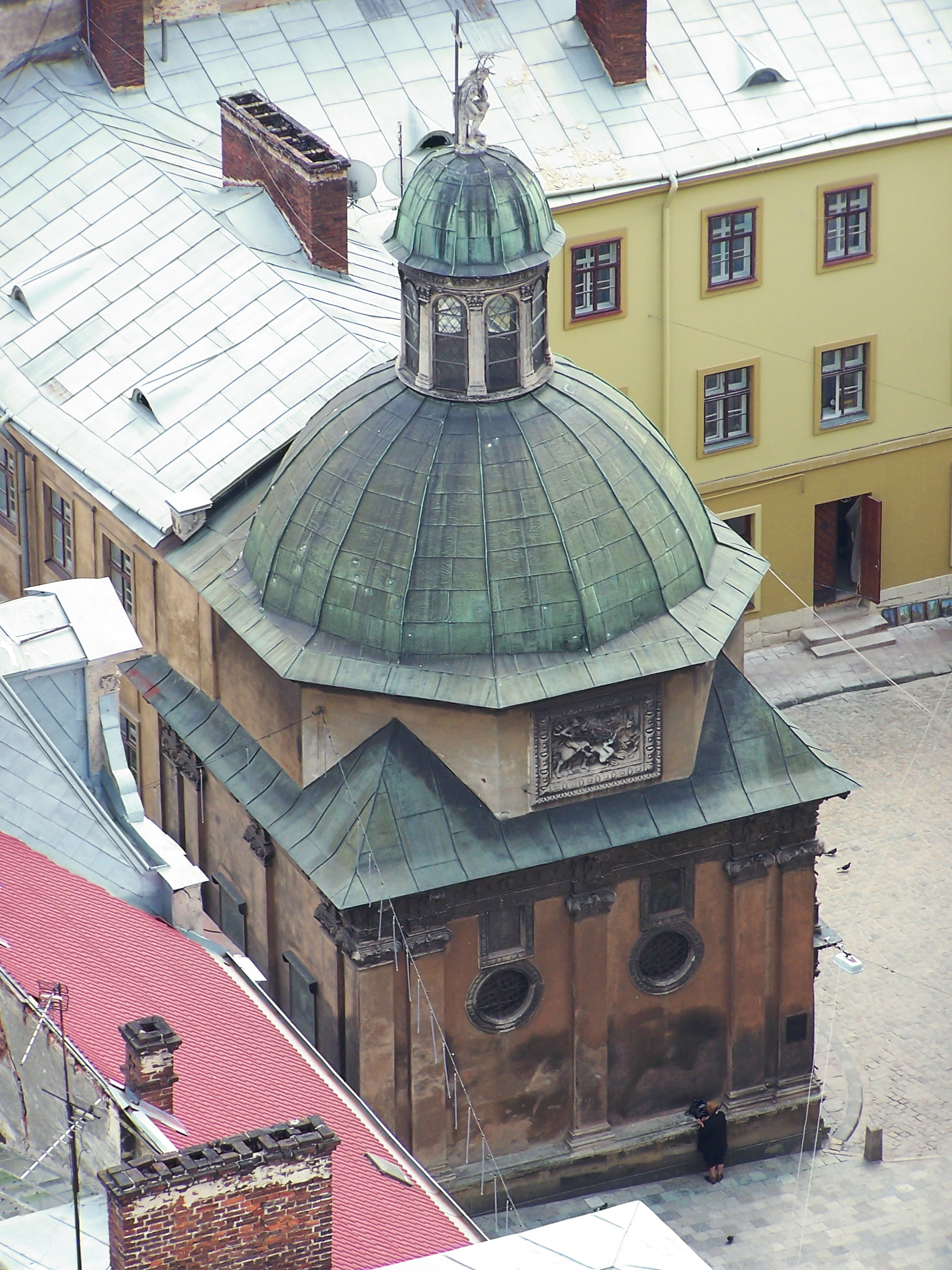
Severní strana kaple
(pohled z radniční věže)

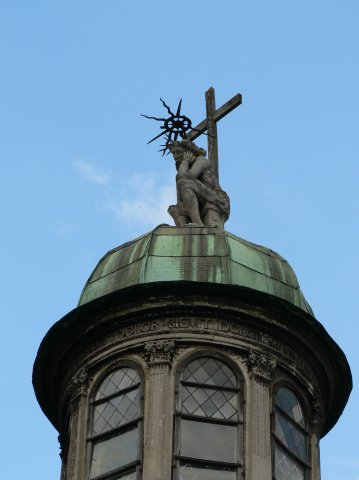
Kupole - Kristus Trpitel

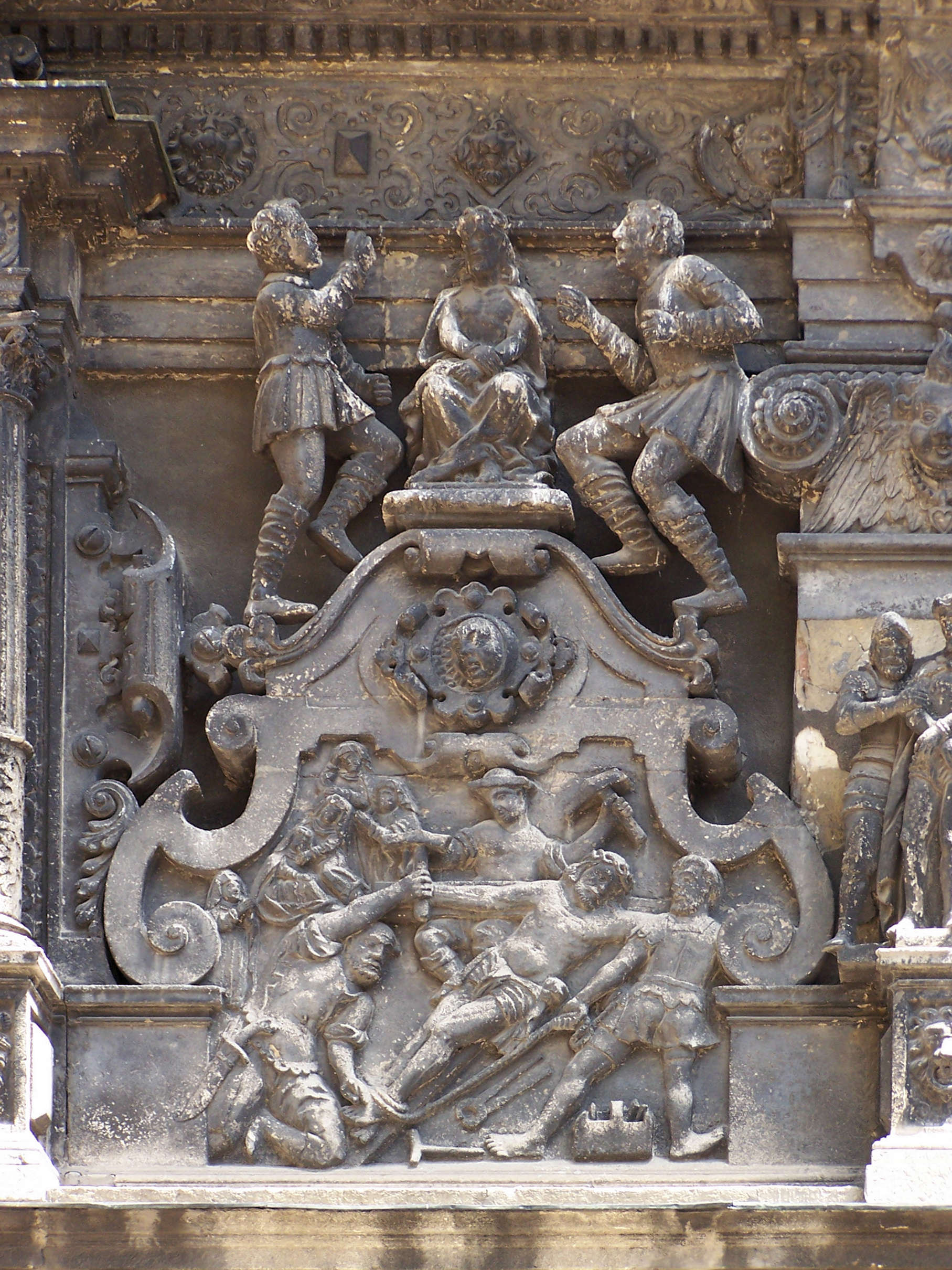
Sejmutí z kříže
(vnější, západní strana)

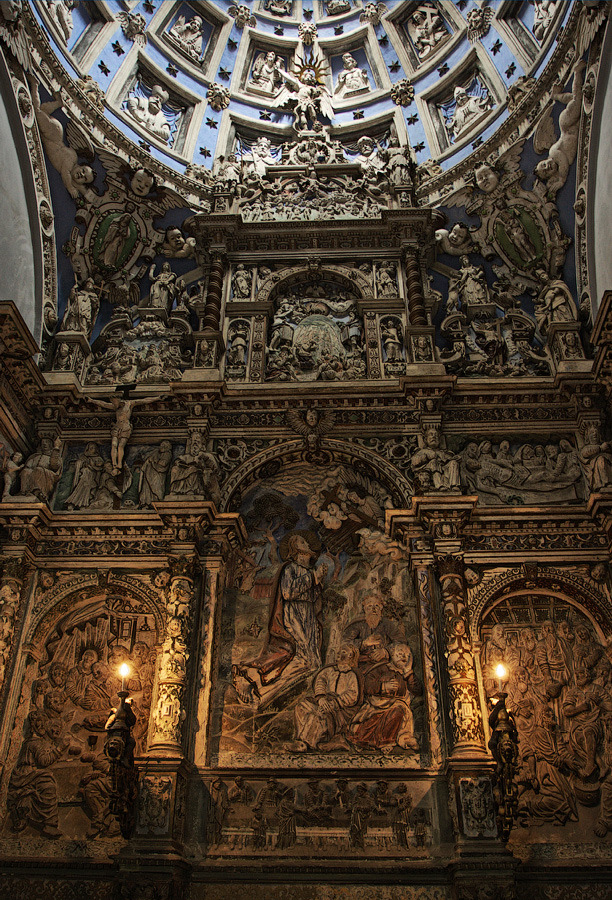
Interiér
(oltářní, východní stěna)

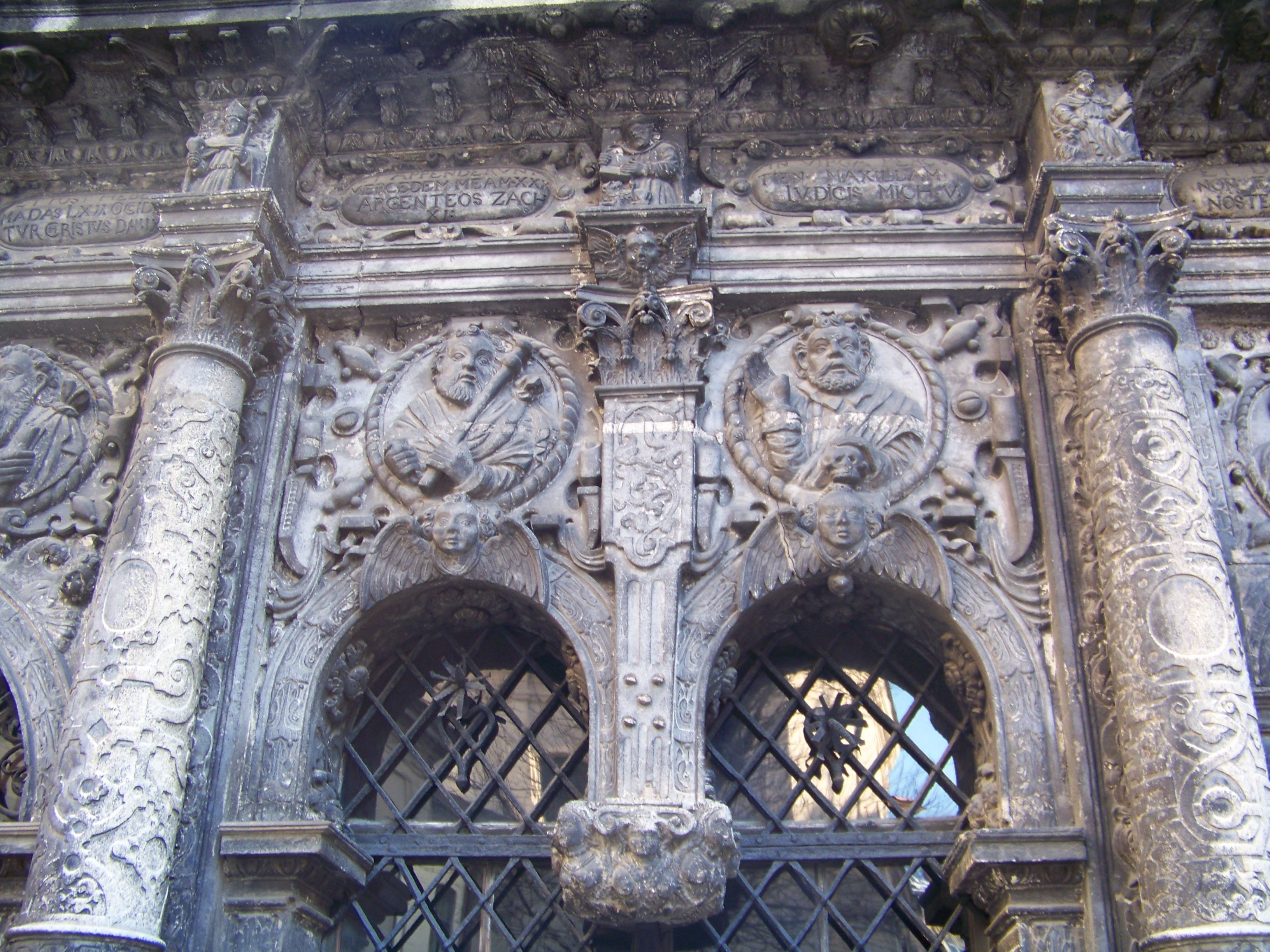
Detail
(vnější, západní stěna)

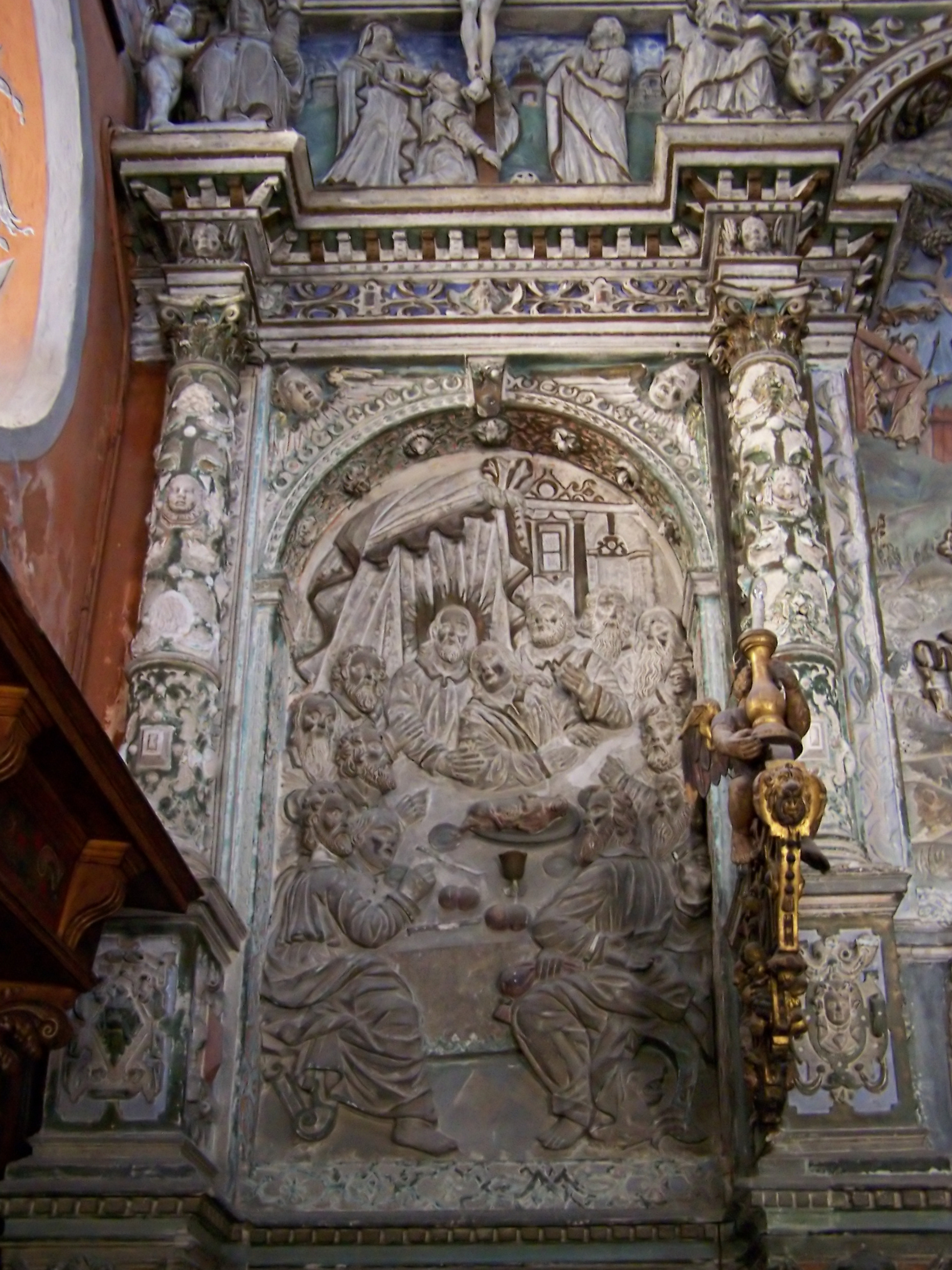
Poslední večeře Páně
(levá strana oltáře)

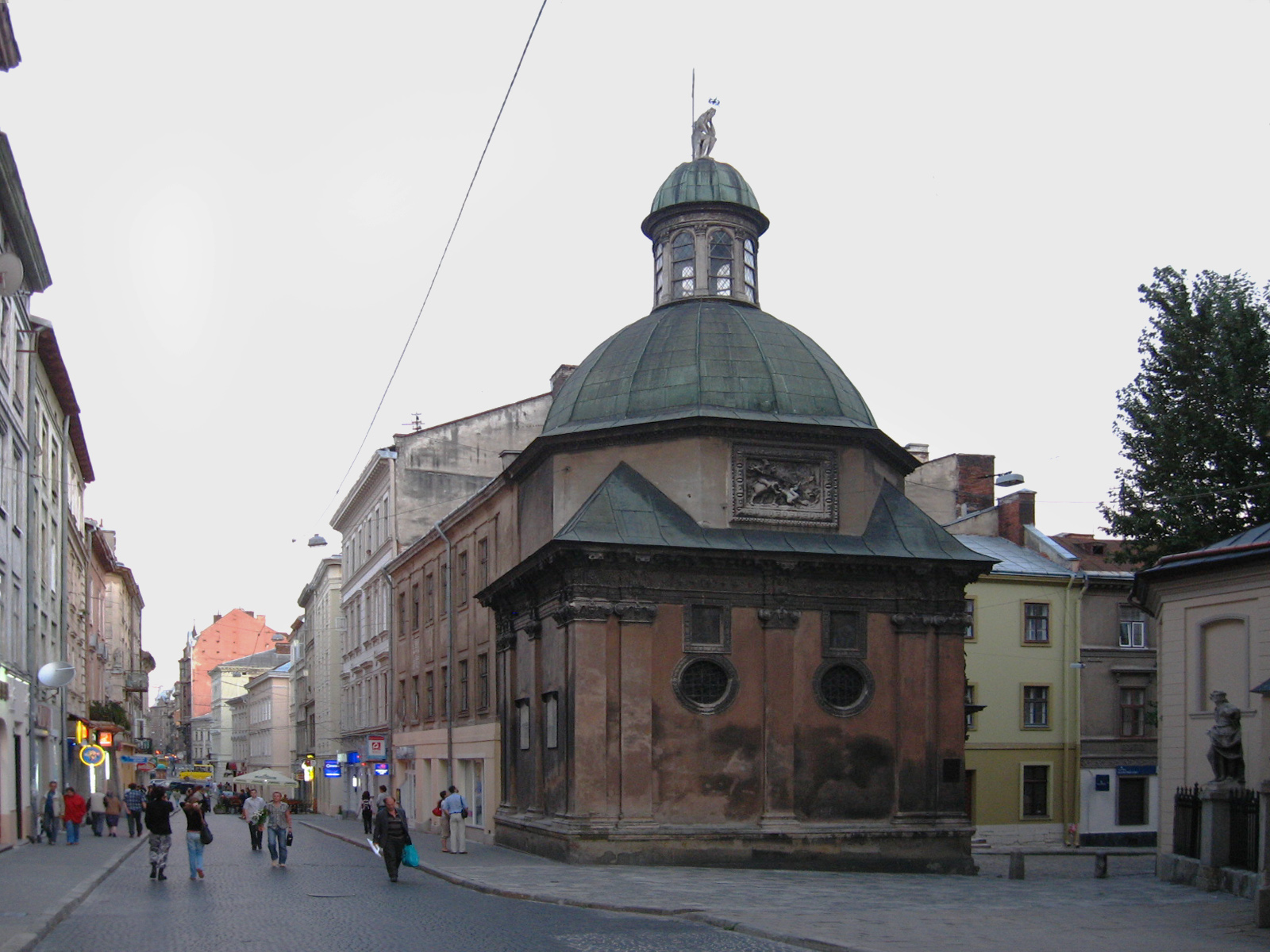
Severní strana kaple
(pohled z ulice Haličské)

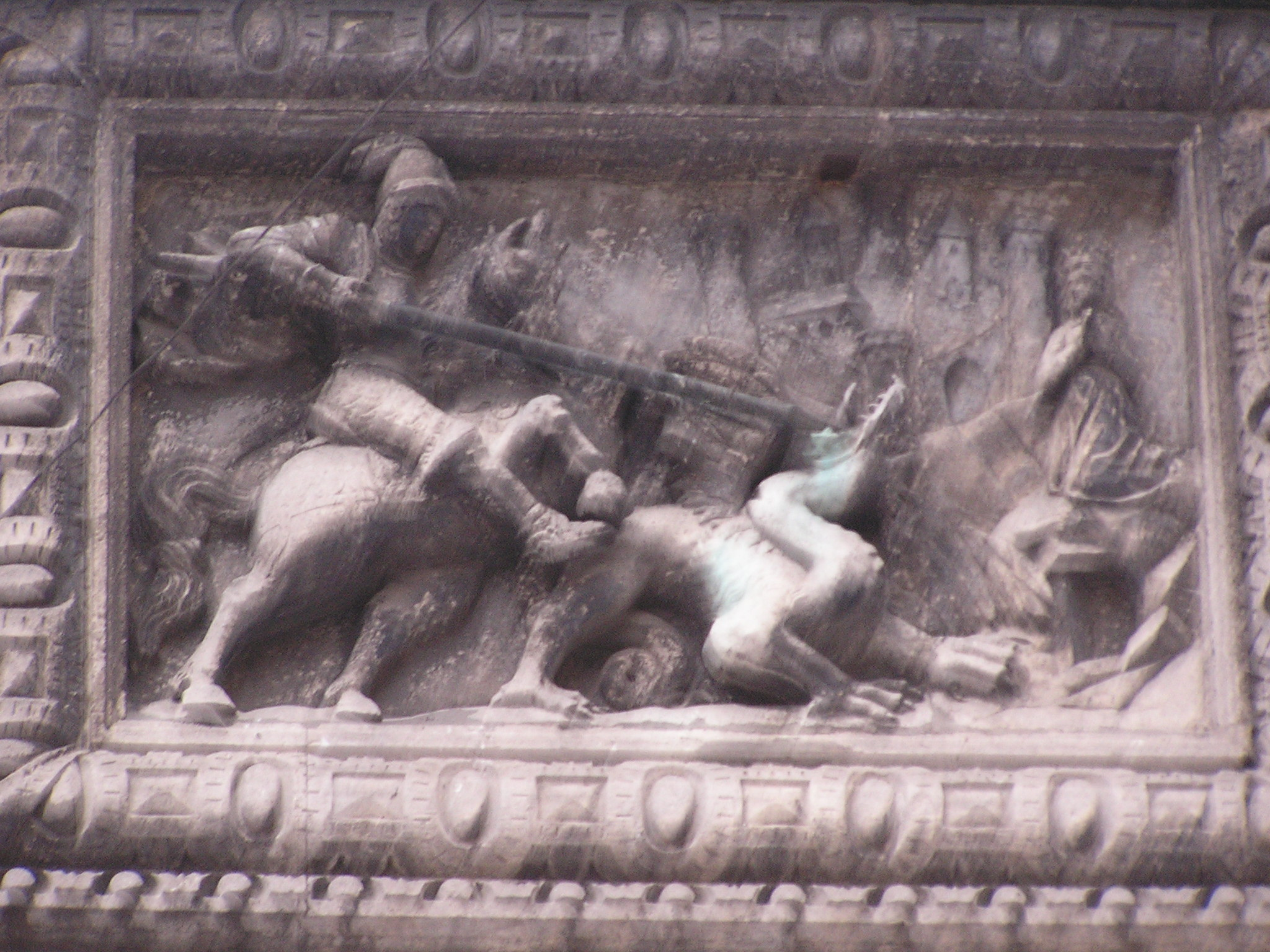
Svatý Jiří - drakobijec
(vnější, severní stěna)

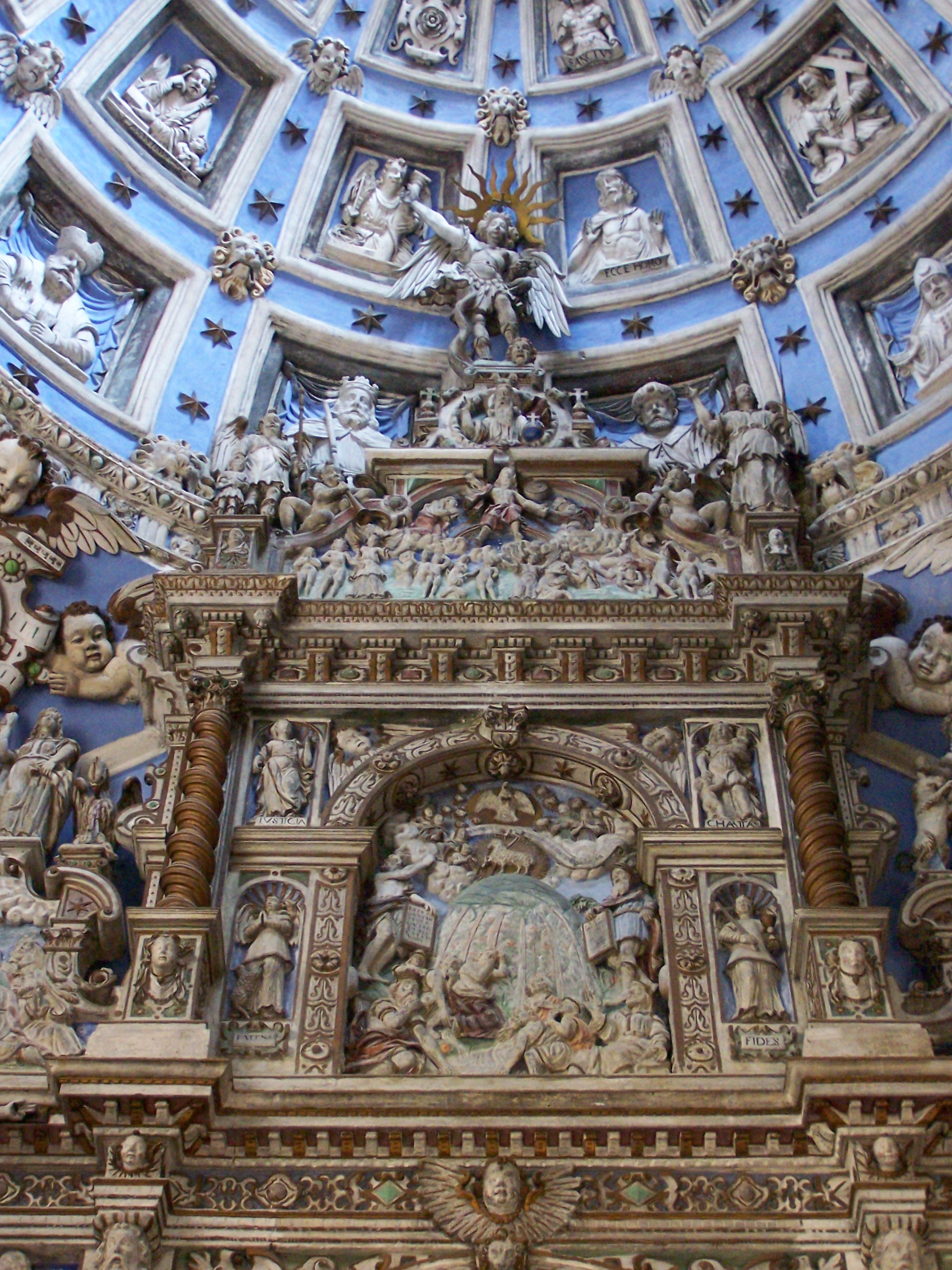
Nejvyšší část oltářní stěny

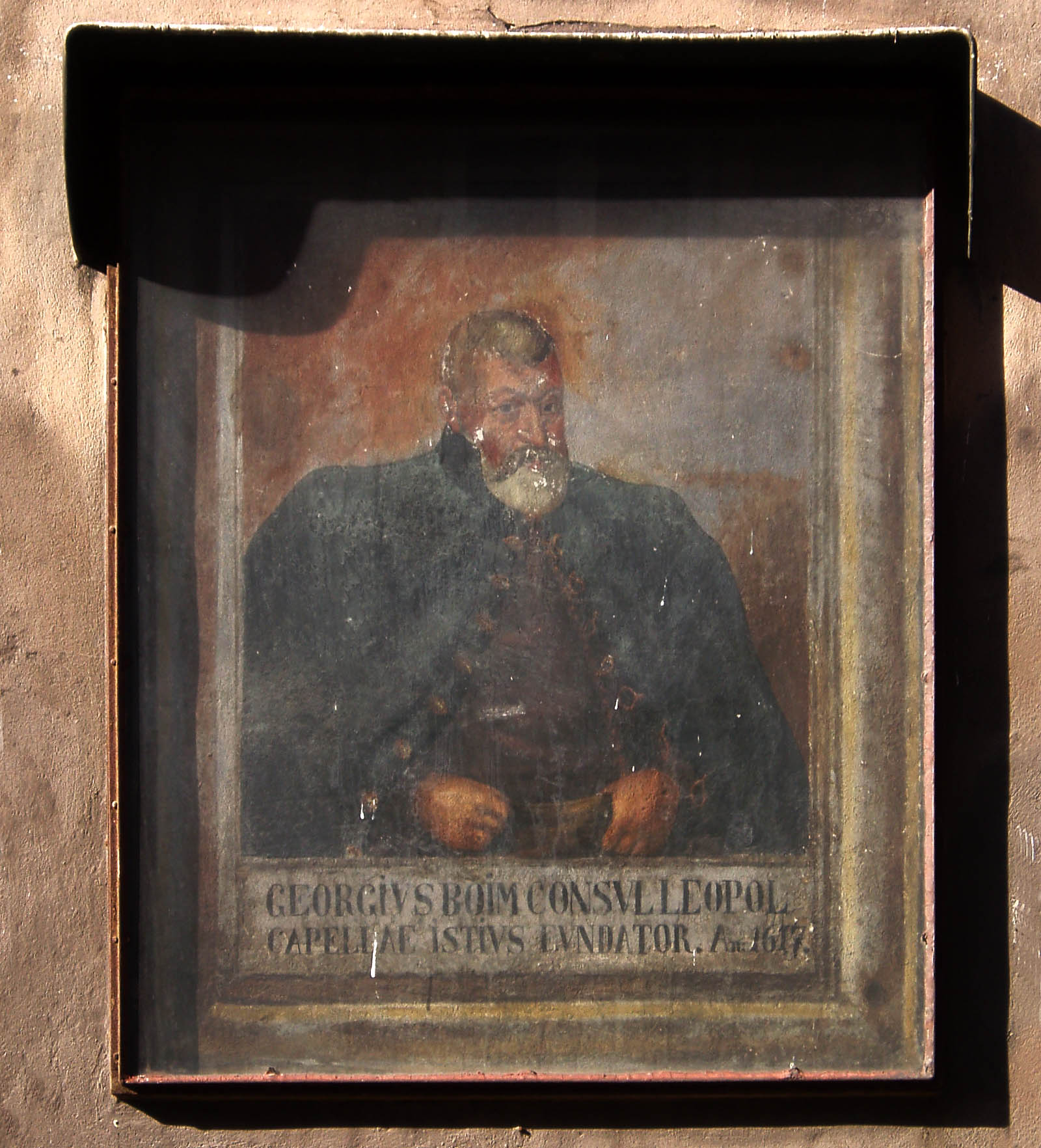
Portrét Jiřího Boima
(vnější, východní strana)

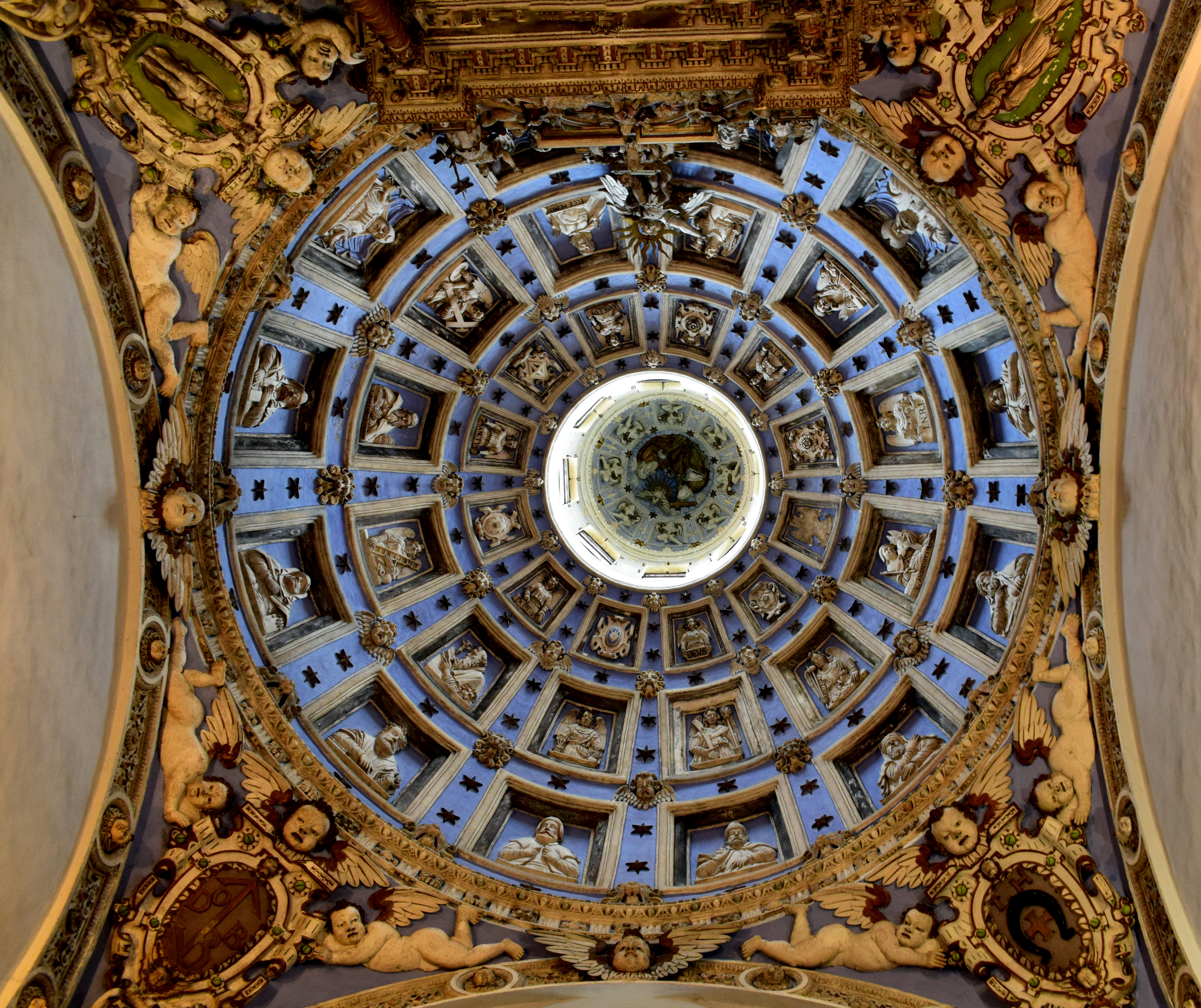
Vnitřní strana kupole se třemi řadami kazet

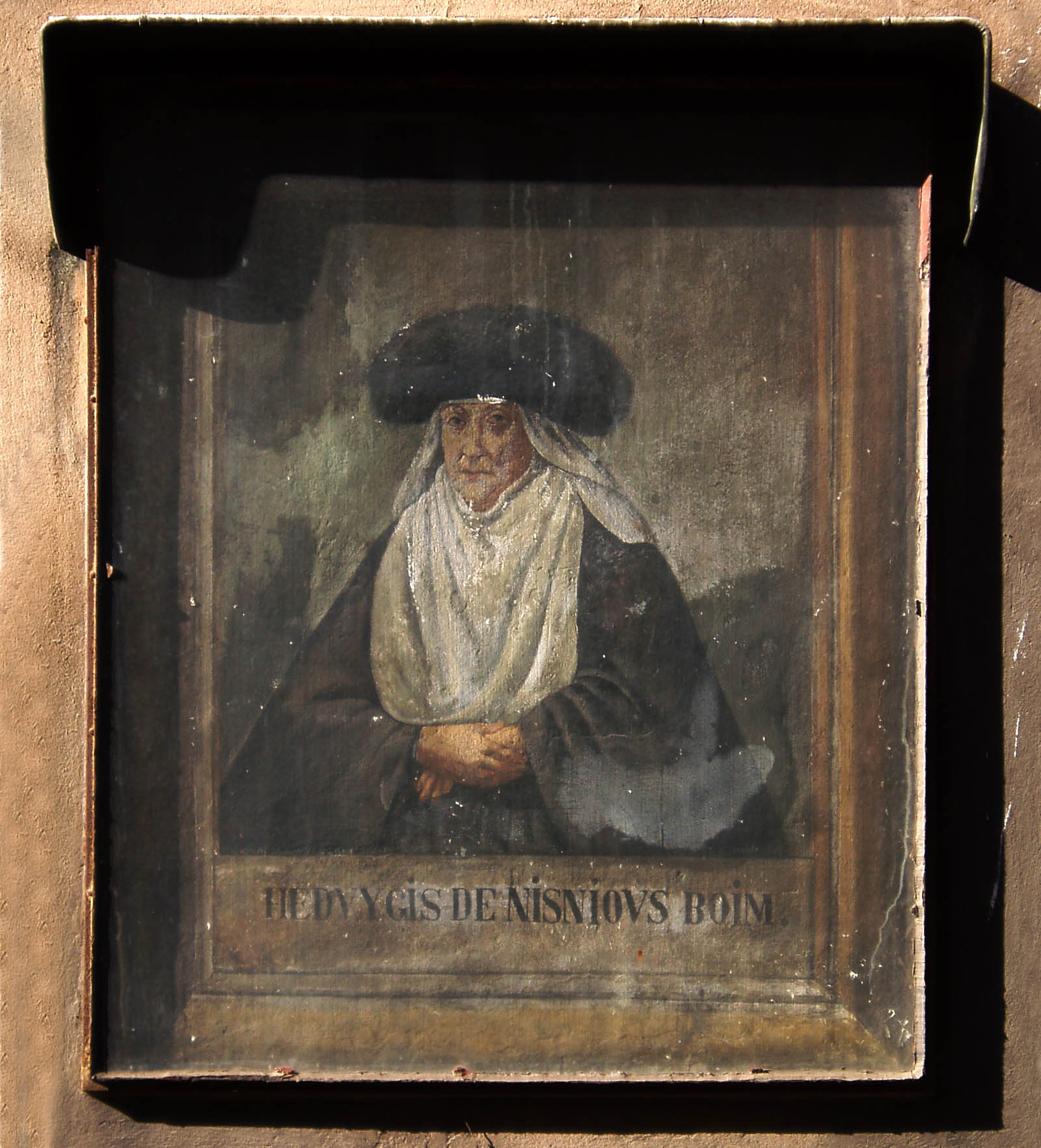
Portrét manželky, Jadwigy Nižniowské
(vnější, východní strana)

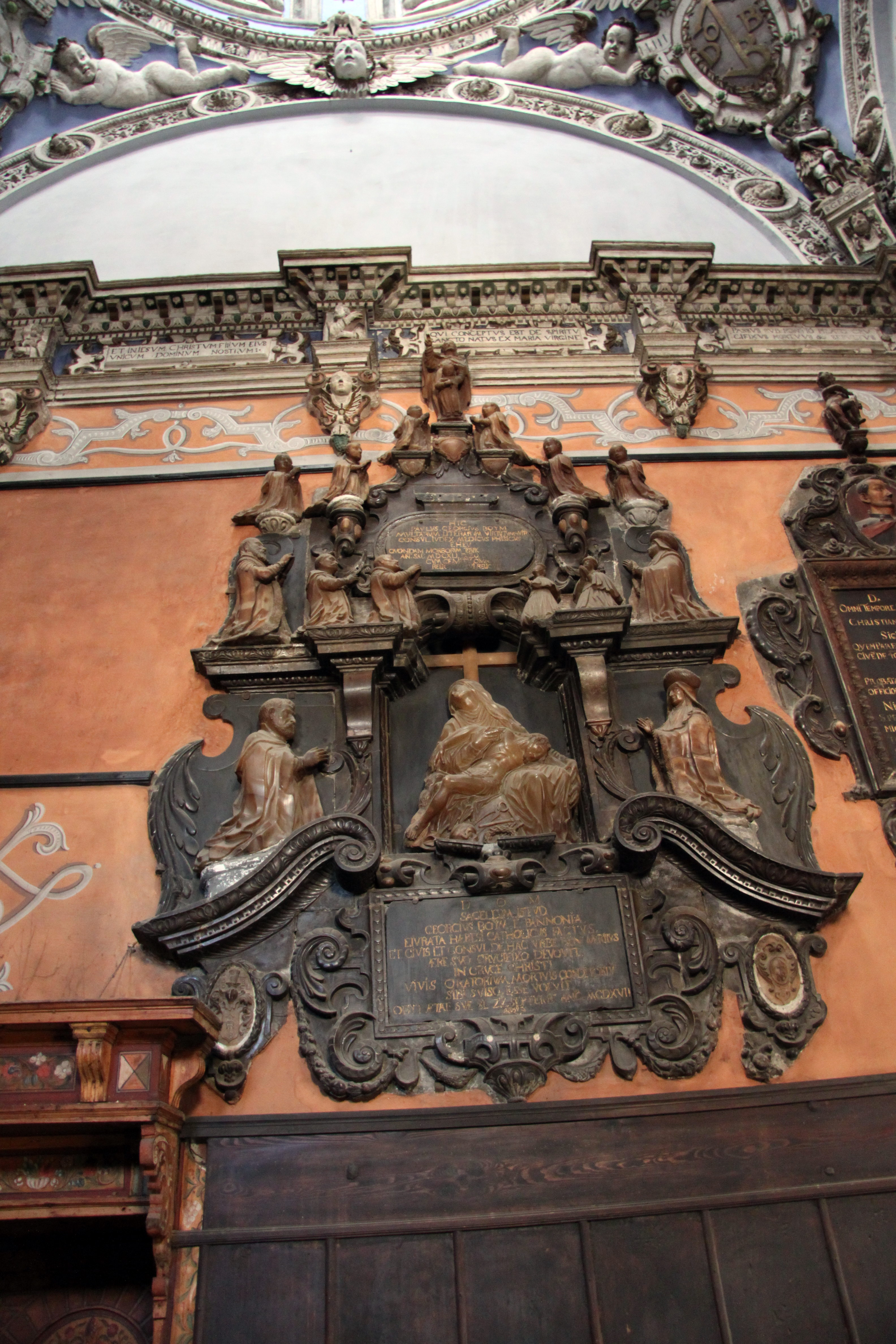
Epitaf Jiřího Boima
(vnitřní, jižní strana)

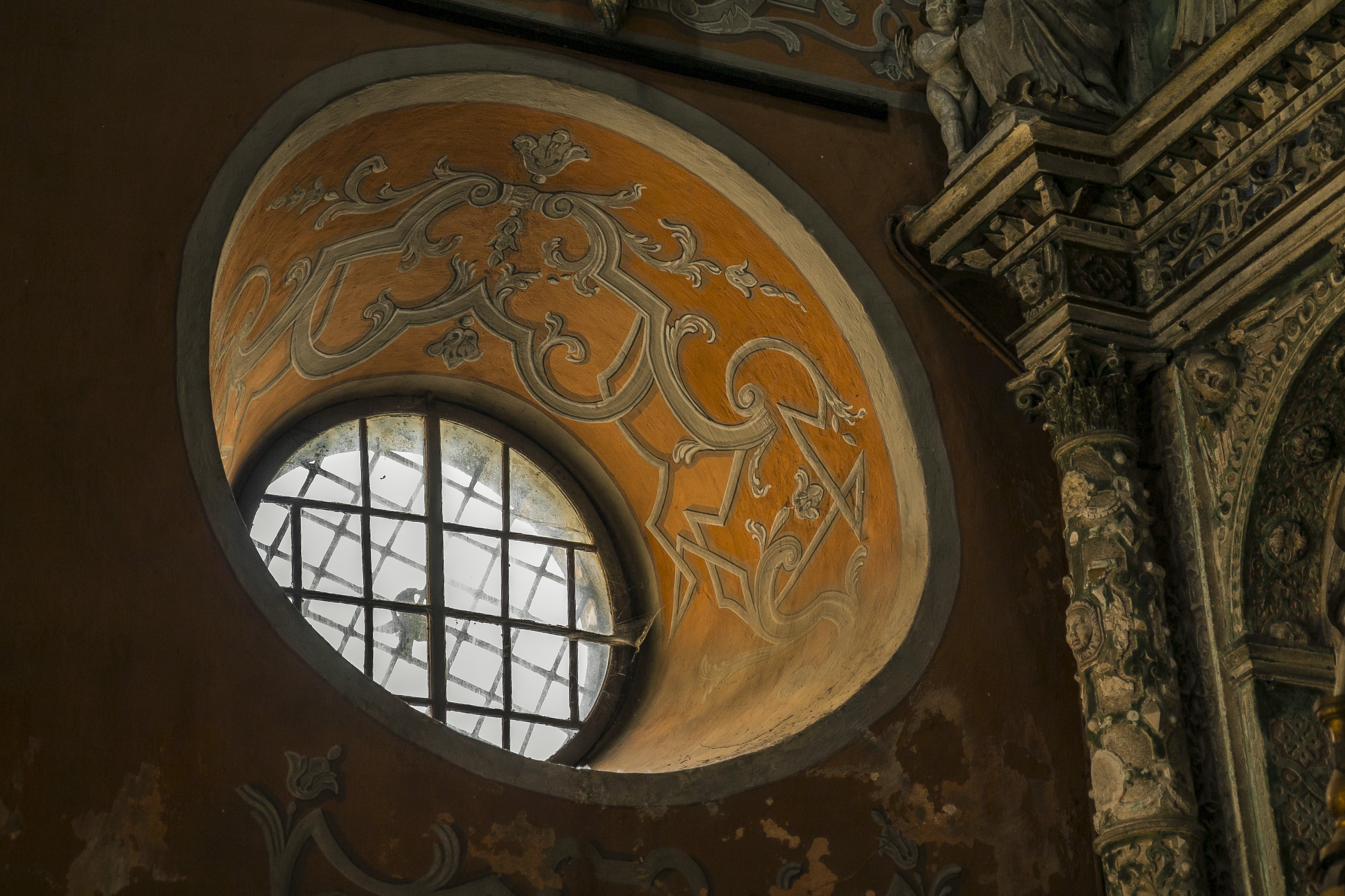
Okno
(západní strana)

## Popis stavby
Kaple má čtvercový půdorys s kazetovou kupoli založenou na osmibokém tamburu. Lucerna kupole je korunována křížem a postavou Ježíše Krista Trpitele. Prostorové uspořádání poněkud připomíná Zikmundovu kapli na zámku Wawel v Krakově, od architekta Bartolommea Berrecciho, ale liší se od ní bohatě zdobenou fasádou. Kaple byla postavena jako volně stojící, stěny kaple jsou přísně orientovány na jednotlivé světové strany. V 19. století k ní byl, na jižní straně, značně necitlivě přistavěn bytový dům .

### Exteriér

#### Západní strana
Nejvíce dekorativních prvků je na západní (vchodové) straně kaple. Sochařská výzdoba západní fasády byla vytvořena ve druhé fázi stavby kaple v letech 1611–1615. Jejím autorem byl sochař Hanusz Scholz. Na rozdíl od východní a severní fasády je západní rozdělena dvěma vodorovnými římsami a dekorativní reliéfy jsou umístěny ve třech úrovních. Ve střední části je šest svislých sloupů, nad okny jsou reliéfy proroků a v kartuších nad nimi latinské citáty z Bible.
Nejvíce reliéfů je na třetí, nejvyšší úrovni - zobrazují Utrpení a smrt Krista: „Bičování“, „Nesení kříže“, „Ukřižování“, „Sejmutí z kříže“.
Vzhledem k expresivitě těchto plastik a také kompozicím v interiéru, je pro kapli také používán název „Bible pro chudé“, protože pro pochopení významů znázorněných reliéfů není třeba gramotnosti.

#### Východní strana
Východní strana kaple směřuje do ulice Haličské. Je rozdělena pěti pilastry a zdobena dvěma freskovými portréty - zakladatele kaple Jiřího Boima a jeho manželky Jadwigy, roz. Nižniowské. Portréty byly vytvořeny v roce 1617 a jsou přičítány Janu Gianimu. Pod portrétem zakladatele je latinský nápis (překlad: „György Boim. Lvovský radní, zakladatel této kaple. Rok: 1617“). A pod portrétem jeho manželky je latinský nápis Hedvygis de Nisniovs Boim (překlad: Jadwiga z Nižniovských Boimů).

#### Severní strana
Severní strana je rovněž rozčleněna pilastry. Má dvě fresky: Matku Boží a Ježíše Krista. Nahoře, na jedné ze stran osmibokého tamburu je jeden z nejkrásnějších reliéfů Lvova - „Svatý Jiří - drakobijec“. Obraz sv. Jiřího (patrona zakladatele kaple) se nachází nejméně třikrát v dekorativním designu kaple. Předpokládá se, že autorem fresek a basreliéfů, jakož i sochařských obrazů nad hlavicemi pilastrů je Andreas Bemer.

#### Kupole kaple
Dalším pozoruhodným výjevem je postava Krista na vrcholu kupole. Jedná se o vzácné zobrazení Krista Trpitele v křesťanské ikonografii. Zvláštností této verze sochy je, že na rozdíl od všech ostatních obrazů sedícího Krista, zde Kristus spočívá tváří na levé ruce, kdežto na většině známých obrazů - na pravé ruce. Na kupoli pod Kristem je latinský nápis (česky: „Nechť ten, kdo prochází kolem, zváží, zda jsou jeho trápení větší než moje“ Pláč Jeremiáše 1.12.)

### Interiér kaple
Kompozičně a stylisticky souzní s vnějším vzhledem kaple. Díky dovednosti architektů vypadá vnitřek kaple mnohem větší a vyšší než vnějšek. Stěna s oltářem splývá s číší kupole kaple a tím vytváří oslavnou atmosféru. Většinu sochařských děl v interiéru kaple vytvořil Johann Pfister. Pro výzdobu použil materiály z lokalit poblíž Lvova. Spodní část oltáře i fasáda jsou vyrobeny z poljanského vápence (ložiska poblíž vesnice Poljana). Horní část oltáře a klenuté reliéfy jsou vyrobeny štukovou technikou (směs vápna, sádry a mletého alabastru nebo mramoru). Některé sochařské kompozice byly vytvořeny pomocí černého mramoru a bílého nebo šedého alabastru, který byl v té době znám pod názvem „rusínský mramor“.

#### Oltář
Kompozice oltáře jsou středem interiéru. Jsou umístěny naproti vchodu, na východní vnitřní stěně kaple. Oltářní stěna je rozdělena římsami na tři úrovně, hustě vyplněné sochami. Nejdůležitější kompozice jsou umístěny ve dvou horních úrovních.
Nejnižší římsa spočívá na postavách čtyř proroků. Po stranách oltáře jsou dvoje dveře. Na vnější straně levých dveří je obraz Ježíše Krista, na pravé straně Panny Marie. Při dekoraci dveří byly použity různé techniky provedení - intarzie, řezbářství, kování a malování.
Hlavním tématem kompozice oltáře je Umučení Krista. Na nevelké ploše se autorům podařilo umístit všechny účastníky dění v Getsemanské zahradě: Krista, který komunikuje s andělem, spící apoštoly Petra, Jakuba a Jana a stráže vedené Jidášem.
Nalevo je kompozice „Poslední večeře“. V jejím pravém dolním rohu sedí Jidáš, drží měšec a pod jeho lavicí se zlomyslně šklebí ďábel. Pravou část této vrstvy zaujímá zobrazení rituálu „Mytí nohou“.
Horní vrstva oltářní zdi je od střední oddělena římsou. Spočívá na postavách čtyř evangelistů, kteří sedíce usnuli. Skládá se z menších kompozic: „Adorace Beránka“ a nad ní „Poslední soud“. Děj „Beránkovy adorace“ doplňují po stranách čtyři ženské postavy představující Spravedlnost (latinsky Justicia), Lásku (latinsky Charitas), Trpělivost (latinsky Paciencia) a Víru (latinsky Fides).

#### Epitafy a portréty
Na jižní stěně jsou další dvě slavná díla Hanse Pfistera, epitaf Jiřímu Boimovi a jeho zeti J. Breslerovi. Epitaf J. Boima je vyroben z černého mramoru a bílého a šedého alabastru. Nejvýraznější částí epitafu je sochařská skupina „Pieta“. Ve středu skupiny je Panna Marie, která drží v náručí Kristovo tělo, na bocích jsou zobrazeni klečící manželé Jiří a Jadwiga Boimovi, na horních dvou úrovních jsou děti a vnoučata Boimů.
Nad vstupními dveřmi do kaple jsou dvě díla výtvarného umění 17. století. Jsou to portréty Jiřího Boima a jeho syna Pavla. Jméno autora portrétů není známé, ale předpokládá se, že to byl Matthew Domaratsky. Portrét Jiřího Boima je prvním portrétem měšťana vytvořeném ve Lvově.

#### Kupole kaple
Vnitřní klenba dómu kaple je jedním z nejdůležitějších prvků souboru, který dotváří celistvost komplexu. Ve spodní části kopule jsou tři řady kazet, dvanáct v každé řadě. Ve třetí, nejvyšší řadě, drží pět andělů jednotlivé části latinské fráze z knihy Zjevení svatého Jana: „Sanctus sanctus, sanctus Dominus Deus“ („Svatý, svatý, svatý je Pán Bůh“).
Směrem k vrcholu kupole se velikost kazet zmenšuje. Toto uspořádání, spolu s dobře zvolenou modrou barvou pozadí a osmibokou prosvětlenou lucernou, budí dojem mnohem větší výšky kaple, než ve skutečnosti je.
Nad světelnou lucernou je horní část dómu zdobená osmi basreliéfy andělů. Drží části pergamenu s citátem z latinské liturgie: „Gloria in excelsis Deo et pax hominibus bonae voluntatis“ („Sláva Bohu na výsostech a pokoj lidem dobré vůle“). Na samém vrcholu kopule je poněkud stylizovaný freskový obraz Nejsvětější Trojice.
Interiér kaple je osvětlen také třemi kulatými okny. Dvě z nich jsou v horní části severní stěny a třetí v horní části klenutého osmiúhelníku na západní fasádě. Dodatečné osvětlení spodní vrstvy zajišťují čtyři okna na západní straně kaple.

## Legendy a kuriozity
Kaple Boimů bývala také nazývána Ogrójec - z polského slova pro zahradu. To pravděpodobně vzniklo tím, že nad oltářem je basreliéf zobrazující Krista v Getsemanské zahradě.
Kaple Boimů je známá svým klimatem - zaměstnankyně muzea jednou zapomněla na koš s jablky v rohu kaple. O více než rok a půl později ho objevila a zjistila, že jablka během této doby neztratila svou šťavnatost a aroma.
V důsledku zobrazení zlomyslně se šklebícího ďábla, pod lavicí se sedícím Jidášem, na obraze Poslední večeře, se zdráhal tehdejší arcibiskup kapli zasvětit.